# Orange City (Iowa)
Orange City is een plaats (city) in de Amerikaanse staat Iowa, en valt bestuurlijk gezien onder Sioux County.
Orange City is vernoemd naar Prins van Oranje Willem III van Oranje-Nassau (in het Engels: Prince William of Orange). Dit heeft te maken met het feit dat de meeste inwoners van Nederlandse afkomst zijn.

## Demografie
Bij de volkstelling in 2000 werd het aantal inwoners vastgesteld op 5582. In 2006 is het aantal inwoners door het United States Census Bureau geschat op 5860, een stijging van 278 (5,0%). In 2000 was 48,1% van de bevolking van Nederlandse komaf.

## Geografie
Volgens het United States Census Bureau beslaat de plaats een oppervlakte van 8,0 km², geheel bestaande uit land. Orange City ligt op ongeveer 440 m boven zeeniveau.

## Geschiedenis
Orange City en het nabijgelegen Sioux Center werden in de 19e eeuw door de nazaten van uit Nederland afkomstige immigranten opgericht. Hun ouders behoorden tot de Afgescheidenen, streng-orthodoxe gereformeerden die zich in 1834 van de Nederlandse Hervormde Kerk hadden afgescheiden. Onder leiding van dominee Hendrik Scholte waren zij naar de Verenigde Staten geëmigreerd en hadden zij in het zuidoosten van Iowa de plaats Pella opgericht.

## Godsdienst
De meeste inwoners zijn lid van de Christian Reformed Church in North America, een gereformeerd Amerikaans kerkgenootschap dat zich in 1857 van de Reformed Church in America afscheidde. Van dit laatste kerkgenootschap staan er ook een aantal kerken in Orange City, evenals van de lutherse kerk.

## Cultuur
Vanwege de binding met Nederland houdt men elk jaar in het derde weekeinde van mei een drukbezocht tulpenfestival. Ook hebben veel huizen een Nederlands aandoende voorgevel.

## Onderwijs
Orange City beschikt over een particulier college (hogeschool), het Northwestern College, dat aan de Reformed Church in America is gelieerd.

## Geboren
- Nick Collison (1980), basketballer
- James Kennedy (1963), geschiedkundige

## Plaatsen in de nabije omgeving
De onderstaande figuur toont nabijgelegen plaatsen in een straal van 16 km rond Orange City.